# Stream of Consciousness (album)
Stream of Consciousness è il terzo album in studio del gruppo musicale italiano Vision Divine, pubblicato il 3 maggio 2004 dalla Scarlet Records.

## Descrizione
Si tratta del primo concept album del gruppo, nonché il primo con il cantante Michele Luppi, che ha sostituito Fabio Lione, e con Oleg Smirnoff alla tastiera e Matteo Amoroso alla batteria.
Il concept narra la storia di un uomo che dalla sua cella di un manicomio ritorna indietro nel tempo, e si chiede se è valsa veramente la pena di impazzire per conoscere il vero senso della vita. Durante questo viaggio sarà accompagnato dal suo angelo custode che rappresenta la coscienza umana.

## Tracce
Testi di Carlo Magnani, musiche di Oleg Smirnoff e Carlo Magnani.
1. Chapter I: Stream of Unconsciousness – 0:59
2. Chapter II: The Secret of Life – 5:09
3. Chapter III: Colours of My World – 7:25
4. Chapter IV: In the Light (Instr.) – 1:23
5. Chapter V: The Fallen Feather – 5:50
6. Chapter VI: La vita fugge – 4:30
7. Chapter VII: Versions of the Same – 4:38
8. Chapter VIII: Through the Eyes of God – 4:31
9. Chapter IX: Shades – 5:27
10. Chapter X: We Are, We Are Not – 5:35
11. Chapter XI: Fool's Garden (Instr.) – 1:59
12. Chapter XII: The Fall of Reason (Instr.) – 1:50
13. Chapter XIII: Out of the Maze – 6:28
14. Chapter XIV: Identities – 5:36

## Formazione
Gruppo
- Michele Luppi – voce, melodie vocali (tracce 6-10, 14)
- Olaf Thorsen – chitarra
- Andrea Tower Torricini – basso
- Oleg Smirnoff – tastiera
- Matteo Amoroso – batteria

Altri musicisti
- Fabio Ditanno – contrabbasso (tracce 3 e 14)
- Fabio Tordiglione – melodie vocali (tracce 1-4, 5-7, 13)

Produzione
- Olaf Thorsen – produzione
- Oleg Smirnoff – produzione
- Lith Music – produzione esecutiva
- Marco Bianchi Bianchinelli – ingegneria del suono, missaggio
- Vision Divine – missaggio